# Harae
Harae o harai (祓?) es el término designado en el sintoísmo a la purificación. En específico se refiere al proceso de purificación del cuerpo y de la mente del tsumi (transgresión) y del kegare (impureza), considerados señales del mal agüero y deshonra ante los kami en el sintoísmo. Entre los principales ritos de harae se encuentra el misogi (ablución).
La ceremonia de purificación debe realizarse en presencia de los kami (shinzen) y se efectúa con retazos de seda y de papel atados (heihaku). También se realizan actos de purificación con un objeto portador de tiras largas de papel llamado onusa.
En los festivales se realiza un rito de purificación llamado yogoto-harai, que es diferente al rito de magagoto-harai que ahuyenta a los malos augurios y trae buena fortuna.